# البديل (جريدة)
البديل هي جريدة مصرية خاصة تعرف بتوجهها اليساري، وصدر عددها الأول في 16 يوليو 2007. أسسها الدكتور محمد السيد سعيد نائب رئيس مركز الأهرام للدراسات الإستراتيجية ورأس تحريرها حتي سبتمبر 2008، ثم تولى بعده خالد البلشي رئاسة تحرير الجريدة.

## توقفها عن الصدور
توقفت عن الصدور تماما قي 10 أبريل 2009 بسبب أزمة قي تمويل الجريدة  وكانت قد بدأت الجمعية العمومية لشركة التقدم للصحافة والإعلان، مالكة ترخيص صحيفة «البديل»، حملة اكتتاب واسعة لتنمية رأس المال لإعادة إصدار الصحيفة بدورية يومية، بعد توقفها بسبب الأزمة المالية التي واجهتها الصحيفة. ولكن التجربة بائت بالفشل.
عادت الصحيفة للصدور في نوفمبر 2010 في نسخة إلكترونية بمبادرة من رئيس تحريرها خالد البلشي وعدد من صحفييها. وكانت قد ترددت الكثير من الأقاويل حول توقف الإصدار بشكل كلي في الفترة مابين 2011 و 2012 وذلك بعد سلسلة من الاضرابات والاحتجاجات الفئوية بين صحفيو الجريدة. في بعض الأحيان بسبب رفض الصحفيين تولي إبراهيم عيسى منصب رئاسة تحرير البديل  وفي أحيان أخرى بسبب عمليات فصل تعسفي لبعض الصحفيين.
أعلنت الصحيفة في نوفمبر 2015 التوقف عن الصدور بسبب ضعف التوزيع، والاكتفاء بموقعها الإلكتروني.

## اعتقالات واصابات صحفيو البديل
بدأت ظاهرة اعتقالات واصابات الصحفيين بجريدة البديل قبل ثورة 25 يناير
- اعتقال الصحفي يوسف شعبان بتهمة حيازة المخدرات بعد ظهور تضامنه مع اهالي منطقة أبو سليمان في حي الرمل بالإسكندرية في تظاهراتهم اثر تضررهم من ازالة مساكنهم بالمنطقة. وقد تضامنت بعض الحركات السياسية معه في صراعه مع المضايقات الأمنية المتكررة.[7]
- تم احالة الصحفيين أحمد رمضان وإسلام أبو العز إلى القضاء العسكرى على خلفية أحداث العباسية الأمر الذي أدى إلى تضامن بعض الحركات السياسية مع صحفيو البديل [8]
- تعرض الزميلان سارة رمضان الصحفية، وحسن البنا مبارك المصور الصحفى بجريدة البديل، لاعتداء عليهما من الداعية أحمد محمد محمود عبد الله، الملقب بـ الشيخ “أبو إسلام”، رئيس قناة الأمة ومدير مركز التنوير الإسلامى، أثناء أجراء حوار صحفى معه يوم الثلاثاء 9 أكتوبر، مشيرا إلى أن الشيخ أبو إسلام قام بالاعتداء عليهما بالضرب، عقب حواره معهما واحتجازهما، وأنهما قاما بالاتصال بزملائهما بالجريدة الذين قاموا على الفور بإبلاغ قسم الوايلى.[9]

## محاور السياسة التحريرية
- المحور الأول هو التغطية الخبرية ومتابعة الأخبار لحظة بلحظة على المستوى المحلي والعربي والعالمي برؤية موضوعية تتناسق مع الهدف الرئيسي للجريدة وهو ايصال صوت المستضعفين..
- المحور الثاني وهو التقارير الخبرية والإستقصائية والتحليلات السياسية والاقتصادية والاجتماعية المدعمة بأراء المتخصصين والأرقام الدقيقة والبحث عن جذور المشكلات وطرح الحلول المجدية عن طريق التواصل مع المتخصصين والمهتمين بحل المشكلات..
- المحور الثالث وهو التعبير بصدق وشفافية عن روح الهوية الثقافية الوطنية والعمل على احياء التراث الثقافي الضارب بجذوره في القدم وخصوصا التراث العقلي الذي يحيي ويعيد دور العقل في تكوين الرؤية السليمة للواقع والحكم على كليات الأمور. وذلك انطلاقا من إيمان البديل بأن اليقظة العقلية يجب أن تسبق دائما النهضات السياسية والاجتماعية ويتم ذلك عن طريق التقارير الثقافية ومقالات نافذة الوعي والرأي وتغطية الندوات والفعاليات المتعلقة بذلك..
- المحور الرابع هو دعم كافة حركات التحرر والمقاومة ورفض الهيمنة والقطبية والخضوع السياسيي أو التبعية الاقتصادية في جميع أنحاء العالم وقلبها القضية المركزية للأمة وهي القضية الفلسطينية بوصفها العمق الإستراتيجي والأمن القومي المصري ودعم المقاومة العربية للكيان الصهيوني في كافة المجالات

## كتاب البديل
تتميز جريدة البديل أنها تحتوى على عدد من الكتاب المرموقين والمحبوبين في الصحافة المصرية.
- نذكر من هؤلاءالراحل جلال عامر الكاتب الساخر المعروف
- الكتب الصحفي سيد محمود
- الدكتور كمال الهلباوي

## فريق عمل البديل
- رئيس مجلس الإدارة محمد الصبان
- رئيس التحرير محمد زيادة
- رئيس التحرير التنفيذي علي رزق
- مدير التحرير شيرين طه
- مدير التحرير أحمد خليفة